# Jacek Yerka
Jacek Yerka, född 1952 i Toruń som Jacek Kowalski, är en polsk målare. Han använder en detaljrik stil inspirerad av nederländskt och flamländskt måleri från 1400- och 1500-talen. Grundläggande i Yerkas målningar är den polska landsbygden vars atmosfär han infogar i en personlig drömvärld med starka inslag av fantastik.
Yerka kommer från en konstnärsfamilj men ville inte bli konstnär som ung. Enligt honom själv gjorde han sin första målning året innan han började studera grafik på högskola. Under studietiden försökte hans lärare få honom att anamma en abstrakt och trendig stil, vilket han dock stod emot. Han gör omslagsbilder och målar akrylmålningar för utställningar. Han har försörjt sig som målare på heltid sedan 1980.
Den amerikanske författaren Harlan Ellison gav 1994 ut novellsamlingen Mind fields med 33 berättelser inspirerade av Yerkas målningar. Ellison var ursprungligen tillfrågad att skriva förordet till en bok med Yerkas målningar men fick i stället idén att skriva ackompanjerande berättelser.
År 1995 tilldelades Yerka det amerikanska priset World Fantasy Award för bästa konstnär.